# Welleke
Het Welleke, ook wel Het Welleken genaamd, is een natuurgebied van 4 ha in de Belgische gemeente Zonhoven. Het ligt ten zuidwesten van natuurgebied Ballewijer, maakt deel uit van de vijverregio De Wijers en is Europees beschermd als Natura 2000-gebied (habitatrichtlijngebied BE2200031 'Valleien van de Laambeek, Zonderikbeek, Slangebeek en Roosterbeek met vijvergebieden en heiden'). Het is sinds 1981 tevens een beschermd cultuurhistorisch landschap.
Het reservaat bevindt zich aan de Slangbeek en is bekend door een populatie van boomkikkers. Ook behoort Het Rietven tot het reservaat. Dit is een water- en moerasgebied dat zich te midden van een weiland bevindt. Door heggen en houtwallen wordt het omzoomd. Zeldzame water- en moerasvogels huizen er.